# Betulia (Jalisco)
La localidad de Betulia se ubica en el municipio de Lagos de Moreno, en la Región Altos Norte del estado de Jalisco, México. Según el Censo de Población y Vivienda 2020 del INEGI, cuenta con 1939 habitantes. Se sitúa a una altitud de 2187 metros sobre el nivel del mar.
Se encuentra a una distancia de 50.6 kilómetros de la cabecera municipal, Lagos de Moreno, hacia el norte del municipio. El área de su mancha urbana es de aproximadamente 0.87 km² (870 000 m²).

## Toponimia
El origen del nombre es incierto, pero la hipótesis más aceptada es que hace referencia a la antigua ciudad de Betulia, mencionada en el Libro de Judit de la Biblia. Este era un método común para nombrar nuevos asentamientos en la Nueva España.

## Historia

### Periodo prehispánico y conquista
Durante el periodo prehispánico, el territorio donde hoy se asienta Betulia formaba parte de la Gran Chichimeca. Esta vasta región era habitada por diversas tribus seminómadas, entre las que destacaban los zacatecos, caxcanes, tecuexes y guachichiles. Estos últimos, específicamente el subgrupo de los guamares, fueron descritos por los colonizadores españoles como la "nación más valiente y belicosa, traidora y dañosa de todos los chichimecas".[cita requerida]
La llegada de los españoles a la región de Nueva Galicia encontró una fuerte resistencia. Tribus como los xiconaques y custiques, a pesar de sus rivalidades, se unieron para combatir a los invasores. El levantamiento liderado por Francisco Tenamaztle en 1540 y la continua hostilidad de los pueblos chichimecas, en el contexto de la Guerra del Mixtón, frenaron significativamente la colonización y la expansión española hacia el norte del Virreinato.

### Fundación y periodo virreinal
El descubrimiento de ricas minas de plata en Zacatecas impulsó a la Real Audiencia de Nueva Galicia a asegurar las rutas comerciales. Para proteger a los viajeros y las caravanas de plata que transitaban entre Guadalajara, Zacatecas y la Ciudad de México, se ordenó la fundación de villas fortificadas. En este contexto, el 31 de marzo de 1563, Hernando Martel fundó la Villa de Santa María de los Lagos, hoy Lagos de Moreno.
Los primeros años de estas villas fueron extremadamente difíciles debido a los constantes ataques chichimecas, las epidemias y la pobreza. Sin embargo, la pacificación de la región a finales del siglo XVI, junto con la entrega de mercedes de tierras a colonos, como la otorgada a Pedro Mateos en la cercana Ciénega de Mata, fomentó el establecimiento de ranchos y haciendas. Se cree que el origen de Betulia y otras localidades aledañas, como El Tecuán y Bajío de San José, está ligado a los asentamientos de vaqueros y trabajadores en las posadas y estancias ganaderas que surgieron alrededor de las villas y haciendas principales, como la Hacienda de Ciénega de Mata, Ojuelos y Encarnación de Díaz.

## Demografía

### Población
Según el Censo 2020, Betulia tiene 1939 habitantes, de los cuales 1006 son mujeres y 933 son hombres. La distribución de la población por rangos de edad es la siguiente:
| Rango de edad | Hombres | Mujeres | Total |
| ------------- | ------- | ------- | ----- |
| 0-5 años      | 64      | 70      | 134   |
| 6-14 años     | 107     | 120     | 227   |
| 15-59 años    | 383     | 414     | 797   |
| 60 años o más | 87      | 79      | 166   |

### Indicadores sociodemográficos
A continuación, se presentan algunos indicadores sociodemográficos de la localidad, basados en datos del censo de 2010, a la espera de la publicación detallada de los datos de 2020.
- Analfabetismo: 4.68% de la población.[cita requerida]
- Población migrante: 48.11% de los residentes provienen de fuera del estado de Jalisco.[cita requerida]
- Población indígena: 0.91% de los habitantes se reconocen como indígenas.[cita requerida]

La principal fuente económica de Betulia es el sector primario (agricultura y ganadería), aunque el comercio y la industria también son importantes. La tasa de alfabetización es generalmente alta y, aunque muchos jóvenes cursan estudios superiores, suelen ejercer sus profesiones en ciudades con mayores oportunidades. La religión predominante es la católica.[cita requerida]